# Tortula freibergii
Tortula freibergii là một loài rêu trong họ Pottiaceae. Loài này được Dixon & Loeske mô tả khoa học đầu tiên năm 1934.